# Opuntia echios
Opuntia echios es una especie fanerógama perteneciente a la familia Cactaceae. Es nativa de Sudamérica en Ecuador (islas Galápagos).

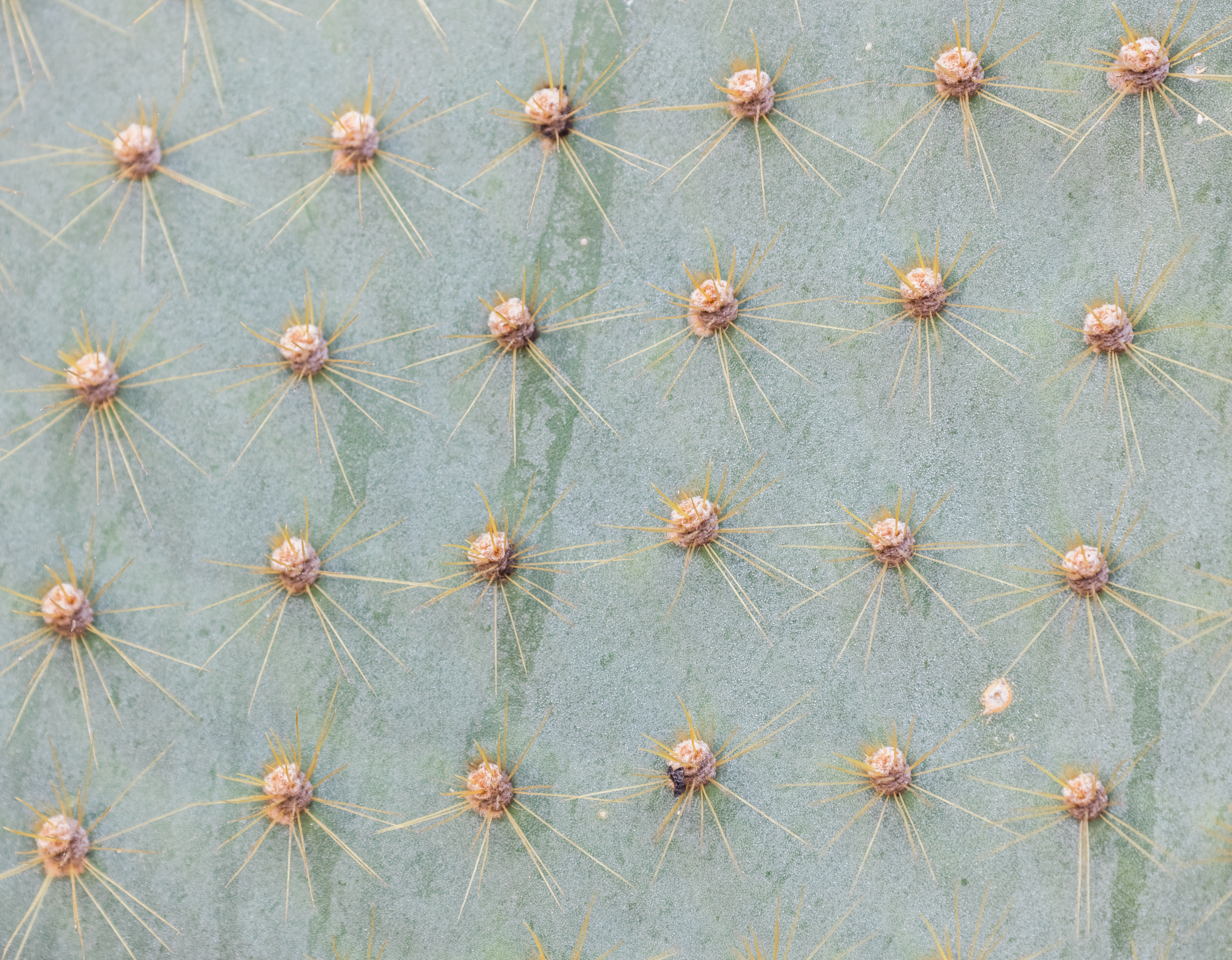
Detalle.

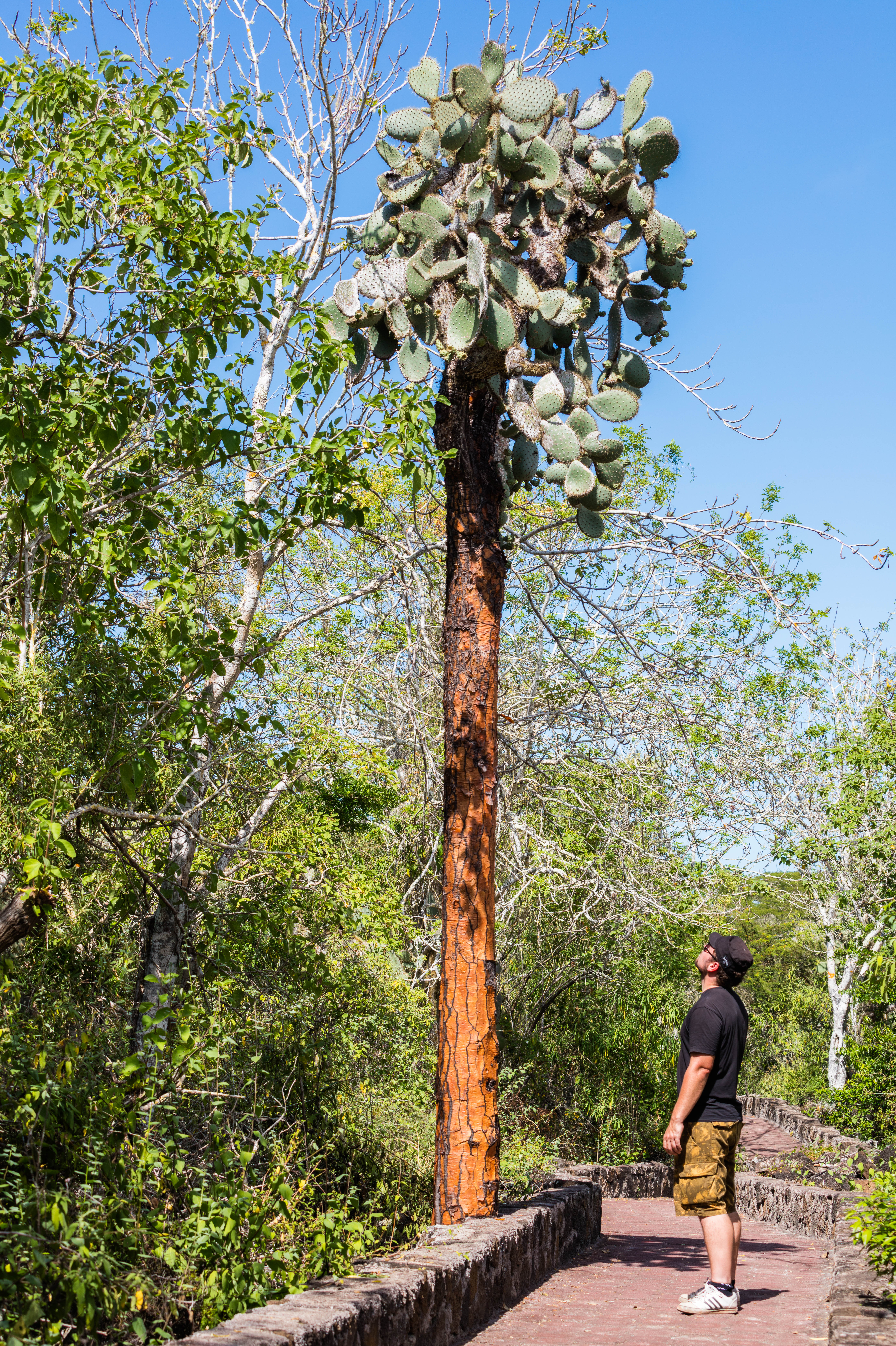
Ejemplar gigante en las islas Galápagos.

## Descripción
Es un cactus que crece con ramas arqueadas que alcanza un tamaño de 1 y 10 metros de altura. Es inicialmente espinoso, después cubiertos con láminas de color rojizo es generalmente pronunciado y alcanza un diámetro de hasta un metro. El tallo de color amarillo-verde con segmentos  azul-verdes que son redondos, obovados u oblongos y miden de 25 a 45 centímetros de largo, 17 a 32 cm de ancho  y 1 a 2,4 centímetros de espesor. Las areolas con un diámetro de 2 a 6 mm, 13 a 30 cm de distancia, gloquidios ausentes o existen solo unos pocos disponibles. Con 2 a 20 (o más) espinas en posición vertical, rígidas, que son inicialmente de color amarillo y luego marrón de 1,2 a 12 cm de largo.
Las flores son amarillas son de 8 a 12 cm de largo y puede alcanzar diámetros entre 5 y 7 centímetros. Los frutos son de color verde a marrón, con forma de tapa.

## Distribución
Hay cinco variedades que difieren en cada una de las islas Galápagos. Opuntia echios var echios se extiende por Isla Baltra, Islas Daphne, Isla Plaza Sur, Isla Santa Cruz. Opuntia echios var barringtonensis se encuentra solo en la Isla Santa Fe. Opuntia echios var inermis  está solo en la Isla Isabela. Opuntia echios var gigantea es solo de la Isla Santa Cruz y Opuntia echios var zacana de la Isla Seymour Norte.

## Taxonomía
Opuntia echios  fue descrita por Thomas Jefferson Howell y publicado en Proceedings of the California Academy of Sciences, Series 4, 21: 49. 1933.
Etimología
Opuntia: nombre genérico  que proviene del griego usado por Plinio el Viejo para una planta que creció alrededor de la ciudad de Opus en Grecia.

echios: epíteto que proviene del griego y significa "cabeza de serpiente peluda". Presumiblemente, por la similitud de la cabeza  densa de espinas con una serpiente con pelos finos a gruesos erizados.
Variedades
- Opuntia echios var. gigantea
- Opuntia echios var. zacana
- Opuntia echios var. barringtonensis
- Opuntia echios var. inermis
- Opuntia echios var. echios

Sinonimia
- Opuntia zacana Howell

var. echios
- Opuntia echios var. prolifera E.Y. Dawson
- Opuntia galapageia var. echios Backeb.
- Opuntia galapageia var. myriacantha Backeb.
- Opuntia myriacantha F.A.C. Weber

var. gigantea Howell
- Opuntia galapageia var. gigantea Backeb.

var. zacana (Howell) E.F. Anderson & Walk.
- Opuntia galapageia var. zacana Backeb.[5]